# Свертушка аргентинська
Све́ртушка аргентинська (Poospiza baeri) — вид горобцеподібних птахів родини саякових (Thraupidae). Мешкає в Аргентині і Болівії.

## Опис
Довжина птаха становить 17 см. Забарвлення переважно тьмяно-сіре з легким оливковим відтінком, живіт дещо світліший. Лоб, горло, верхня частин грудей і гузка руді, над очима руді "брови", під очима руді плями. Виду не притаманний статевий диморфізм, хоча у самиць рудий "комірець" на грудях дещо менший. У молодих птахів верхня частина тіла коричнева, нижня частина тіла охриста, поцяткована коричневими смугами.

## Поширення і екологія
Аргентинські свертушки мешкають на крайньому півдні Болівії (Тариха) та на північному заході Аргентини, в провінціях Жужуй, Сальта, Тукуман, Катамарка і Ла-Ріоха. Вони живуть у високогірних чагарникових заростях та на узліссях вологих гірських тропічних лісів. Зустрічаються на висоті від 2000 до 3150 м над рівнем моря. Живляться комахами і насінням.

## Збереження
МСОП класифікує цей вид як вразливий. За оцінками дослідників, популяція аргентинських свертушок становить від 1500 до 7000 птахів. Їм загрожує знищення природного середовища.